# Розточинські верстви
Розточинські верстви — літостратиграфічний підрозділ середньоміоценових відкладів, поширених в районах Розточчя.

## Назва
Від назви Розточчя, де ці відклади поширені. Синоніми: баранівські шари (баранівський горизонт), надлітотамнієвий горизонт, лисичанські шари.

## Літологія
Піски світло-сірі кварцові, кварц-глауконітові, пісковики слабозцементовані вапнисті з прошарками алевролітів, органогенно-детритові піскуваті породи. Потужність верств від 0 до 1,5-2 м. Залягають згідно на нараївських шарах, перекриваються згідно ервілієвими шарами.

## Фауністичні і флористичні рештки
- двостулкові молюски Chlamys scissa (Favre), Chlamys wolfi (Hilb.), Nucula nucleus (L.), Leda fragilis (Chemn.), Elphidium fichtellianum (d'Orb.), E. aculeatum (d'Orb.), Cibicides lobatulus (W. et J.), Ostrea digitalina (Dub.)